# Meta longipalpis
Meta longipalpis là một loài nhện trong họ Tetragnathidae.
Loài này thuộc chi Meta. Meta longipalpis được miêu tả năm 1883 bởi Pavesi.